# Stadler GTW
El Stadler GTW, de Stadler Rail en Suiza, es un automotor articulado de cercanías y regional. GTW significa en alemán: Gelenktriebwagen (automotores articulados).
El GTW se basa en un concepto de vehículo modular y está disponible en versiones eléctricas para todas las tensiones comunes (a través de cables aéreos o tercer riel), así como en las versiones diésel-eléctrica, y aplicaciones de cremallera. El Stadler GTW 2/6 se ajusta a las normas UIC. «2/6» significa que dos de los seis ejes son accionados. El GTW 2/6 se utiliza por el Deutsche Bahn como Baureihe 646 (Clase 646) y por los ferrocarriles Ferrocarriles Federales Suizos, como RABe 526.

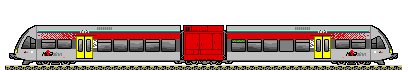
Esquema de la Stadler GTW 2/6

Su rasgo característico es su «módulo de propulsión» (Power Module), también conocido como Powerpack o Drive Container, que se encuentra en el centro del vehículo y que alberga el equipo energético. El módulo de propulsión está diseñado con un corredor para los pasajeros. Los módulos en ambos extremos están hechos de secciones de extrusión de aluminio semi-montado y apoyados en el módulo de propulsión, que produce un peso de tracción útil sobre los ejes motores.
Están construidos con un diseño de piso bajo, excepto por encima de los bogies y en los extremos apoyados, la porción de piso bajo, adaptado a los niveles de plataforma, es superior al 65% en el interior.
Además de la versión base del automotor articulado - GTW 2/6, otros tamaños también son posibles; mediante la inserción de un módulo intermedio de pasajeros (también con un solo bogie) en un lado del módulo de propulsión, el GTW 2/6 se amplía a un GTW 2/8. En lugar de un módulo intermedio, otro módulo de propulsión también puede ser insertado (GTW 4/8), y entre los dos módulos de propulsión, dos módulos intermedio de pasajeros también puede ser insertado (GTW 4/12). Para una mayor flexibilidad operativa hasta cuatro GTWs de un mismo modelo (GTW 4/12 + GTW 4/12) pueden funcionar como una unidad múltiple.
Hasta la fecha (2010) 489 unidades se han vendido y están en uso en Italia, los Países Bajos, Suiza, Eslovaquia, España, Alemania y Estados Unidos.

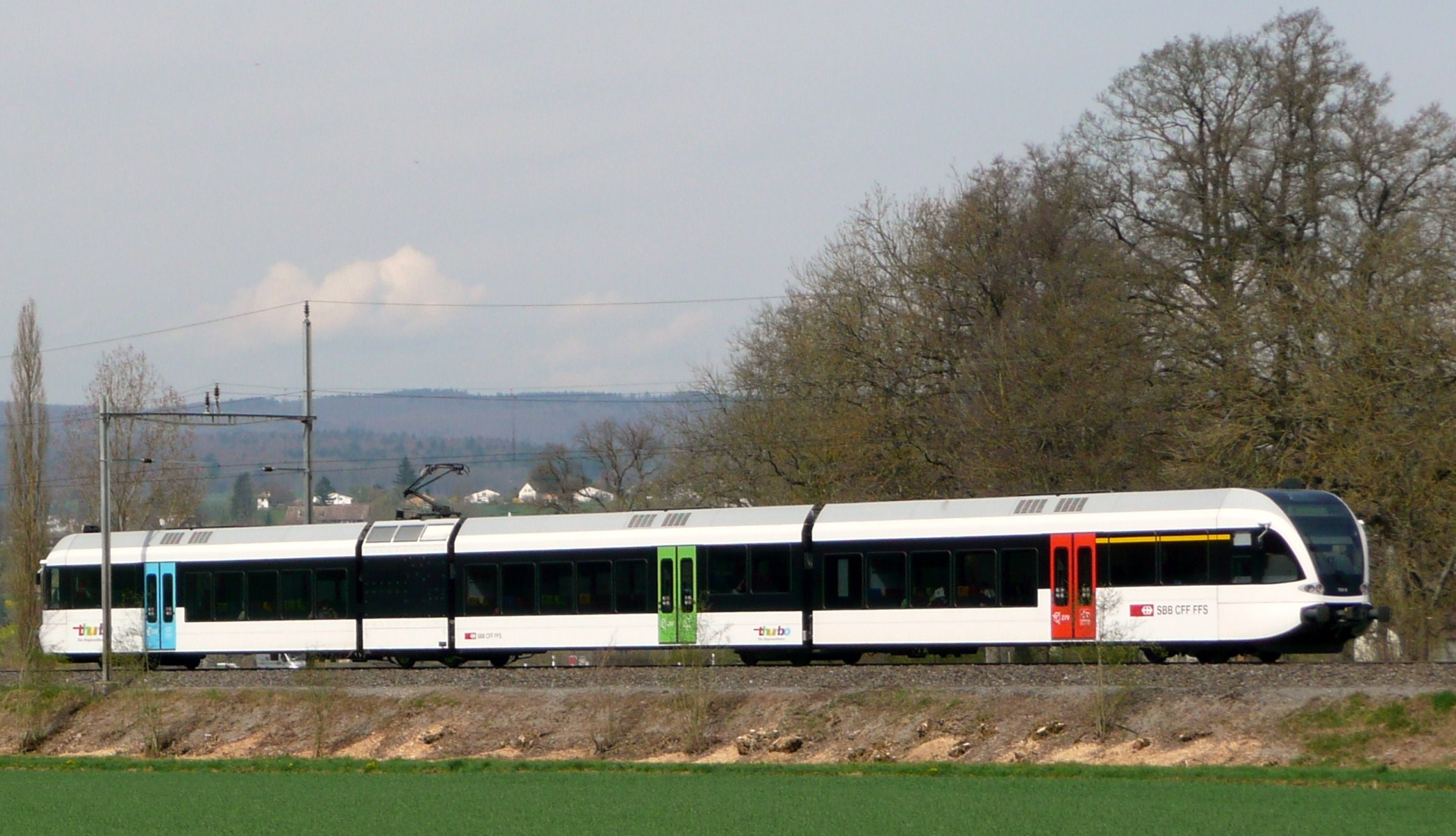
Un Stadler Rail GTW 2/8 con módulo intermedio de pasajeros

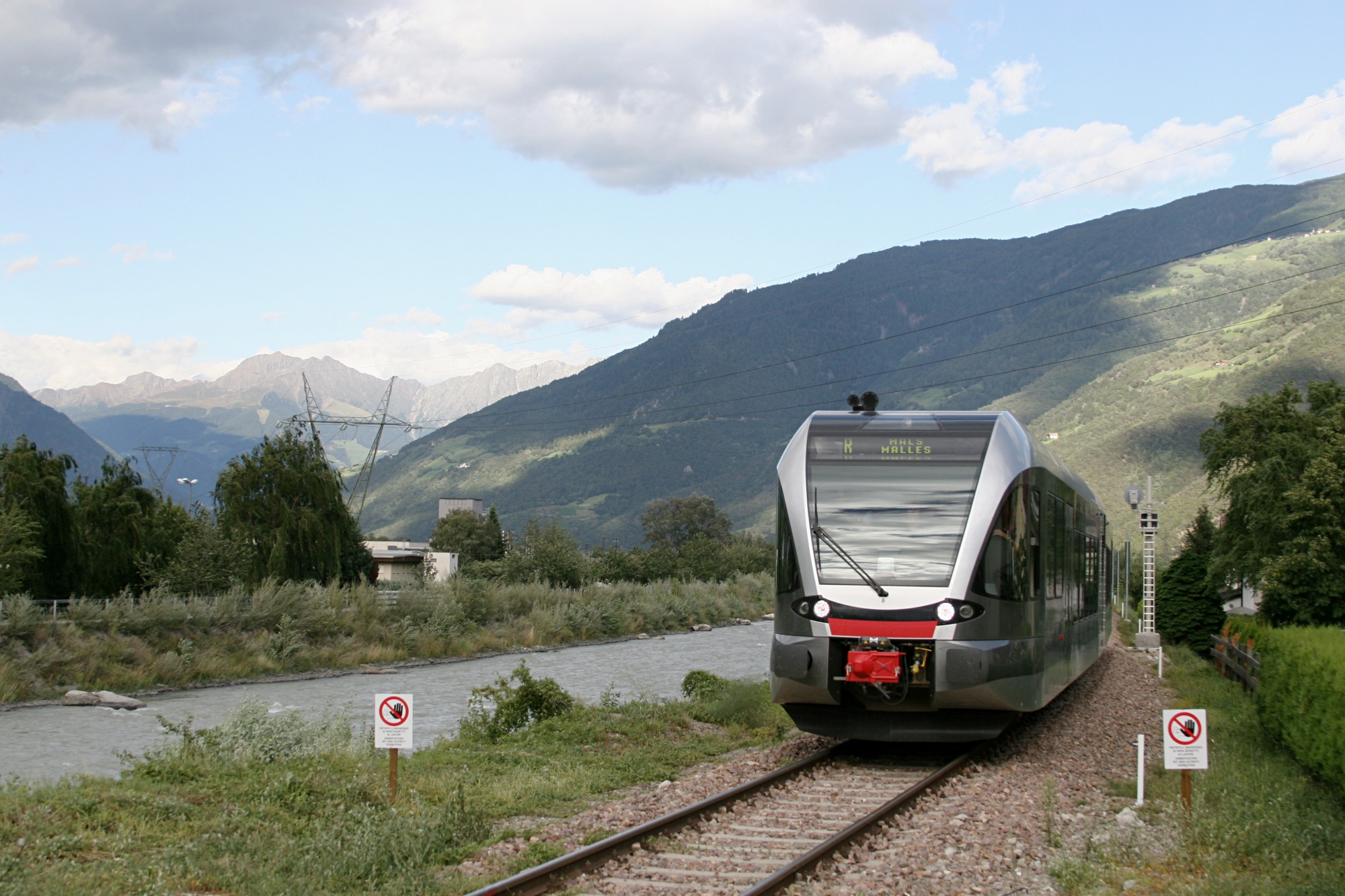
Automotor Stadler GTW de la Ferroviaria Ferrovia della Val Venosta a lo largo del río Adigio en Tirol del Sur

Configuraciones — Distribución de ejes:
- GTW 2/6 — 2'+Bo+2'
- GTW 2/8 — 2'+Bo+2'+2'
- GTW 4/8 — 2'+Bo+0+Bo+2'
- GTW 4/12 — 2'+Bo+2'+2'+Bo+2'

| Datos técnicos*:         | Datos técnicos*: | Datos técnicos*: | Datos técnicos*: | Datos técnicos*: | Datos técnicos*: | Datos técnicos*: | Datos técnicos*: | Datos técnicos*: | Datos técnicos*: | Datos técnicos*: |
| ------------------------ | --- | --- | --- | --- | --- | --- | --- | --- | --- | --- |
| Modelo:                  | GTW 2/6 | GTW 2/6 | GTW 2/6 | GTW 2/6 | GTW 2/6 | | | | | |
| Configuración:           | 2-coches con módulo central de propulsión                                                                                                 | | | | | | | | | |
| Clase:                   | HLB | | | | | | | | | |
| Tipos motrices:          | Diésel-eléctrico | | | | | | | | | |
| Peso en vacío:           | 52 t | | | | | | | | | |
| Longitud:                | 38.660 mm | | | | | | | | | |
| Anchura:                 | 3,000 mm | 3,000 mm | 3,000 mm | 3,000 mm | 3,000 mm | | | | | |
| Altura piso:             | 1000 mm | 1000 mm | 1000 mm | 1000 mm | 1000 mm | | | | | |
| Altura entrada:          | 585 mm | 585 mm | 585 mm | 585 mm | 585 mm | | | | | |
| Capacidad de asientos ** | 120 | | | | | | | | | |
| Velocidad máxima:        | 120 km/h | 120 km/h | 120 km/h | 120 km/h | 120 km/h | | | | | |
| Potencia del motor:      | 550 kW | | | | | | | | | |
| Aceleración:             | 0.85 m/s² | | | | | | | | | |
| Notas:                   | *Información basada en datos del fabricante, capacidades varían según modelo y/o configuración. **Hasta 223 pasajeros sentados y parados. | *Información basada en datos del fabricante, capacidades varían según modelo y/o configuración. **Hasta 223 pasajeros sentados y parados. | *Información basada en datos del fabricante, capacidades varían según modelo y/o configuración. **Hasta 223 pasajeros sentados y parados. | *Información basada en datos del fabricante, capacidades varían según modelo y/o configuración. **Hasta 223 pasajeros sentados y parados. | *Información basada en datos del fabricante, capacidades varían según modelo y/o configuración. **Hasta 223 pasajeros sentados y parados. | *Información basada en datos del fabricante, capacidades varían según modelo y/o configuración. **Hasta 223 pasajeros sentados y parados. | *Información basada en datos del fabricante, capacidades varían según modelo y/o configuración. **Hasta 223 pasajeros sentados y parados. | *Información basada en datos del fabricante, capacidades varían según modelo y/o configuración. **Hasta 223 pasajeros sentados y parados. | *Información basada en datos del fabricante, capacidades varían según modelo y/o configuración. **Hasta 223 pasajeros sentados y parados. | *Información basada en datos del fabricante, capacidades varían según modelo y/o configuración. **Hasta 223 pasajeros sentados y parados. |